# Bielice Kożuchowskie (przystanek kolejowy)
Bielice Kożuchowskie – nieczynny kolejowy przystanek osobowy w Bielicach, w województwie lubuskim, w Polsce.